# Győröcske
Győröcske è un comune dell'Ungheria di 124 abitanti (estimo 2013). È situato nella contea di Szabolcs-Szatmár-Bereg.